# Philautus nianeae
Espèce
Philautus nianeae est une espèce d'amphibiens de la famille des Rhacophoridae.

## Répartition
Cette espèce est endémique du Laos. Elle se rencontre entre 471 et 979 m d'altitude dans les provinces de Khammouane, de Vientiane et de Borikhamxay.

## Description
Les mâles mesurent de 23,8 à 28,4 mm et la femelle 27,4 mm.

## Étymologie
Cette espèce est nommée en l'honneur de Niane Sivongxay.

## Publication originale
- Stuart, Phimmachak, Seateun & Sheridan, 2013 : A New Philautus (Anura: Rhacophoridae) from northern Laos allied to P. abditus Inger, Orlov & Darevsky, 1999. Zootaxa, no 3745(1), p. 73-83 (texte intégral).